# Jacques Léonard
Jacques Léonard (París, 12 de junio de 1909-La Escala, 11 de julio de 1994), también conocido como el payo Chac, fue un fotógrafo y cineasta francés. En los años '30 comenzó a trabajar en el mundo del cine en Gaumont. En 1952 se estableció en Barcelona, para dedicarse profesionalmente a la fotografía.
Léonard es autor del fondo fotográfico más importante del siglo XX sobre la comunidad gitana en Barcelona. El Archivo Familia Jacques Léonard incluye negativos y copias vitange desde principios de los años 40 hasta los 70. Su obra es representada y difundida por la Fundación Photographic Social Vision.

## Biografía
Hijo de Julien Léonard, gitano (en francés rom o tsigane) y chalán (tratante de caballos), y de Emilienne Léonard-Tabary, paya (en francés gadji), modista y dueña de una casa de modas de París.
Durante su infancia, por exigencia de su madre, no le fue nunca revelada su ascendencia gitana. Él mismo lo averiguó viendo una fotografía de su abuelo paterno.
Él vivía en Maisons-Lafitte, a 20 km de París, en una gran casa con establos, donde su padre podía desempeñar su trabajo con los caballos.
En 1931, muere su padre, y se trasladó a París con su madre, donde tenía su negocio de moda.
Empieza a trabajar en el cine en los estudios Gaumont, y se  casa con France Frachat, con quien tiene un hijo: Marc. 
Durante la década de los '30 trabaja en el mundo cinematográfico, viajando constantemente.
En 1940 viaja a España para preparar un proyecto cinematográfico de Abel Gance sobre Cristóbal Colón y otros personajes históricos españoles, que no se llevará a cabo por el inicio de la guerra en Europa. Le acompañan su mujer y su hijo, pero en 1942 France le abandona, llevándose a Marc.
En Madrid conoció a Manuel García Viñolas, jefe del Servicio de Cinematografía del Ministerio de la Gobernación, quien le ayudaría en esos años proporcionándole trabajo en Ulargui Films, donde realizó el montaje de algunas películas.
Cuando Artur Kaps, empresario teatral vienés, le propone marchar con su compañía “Los vieneses” hasta Barcelona, lo acepta sin dudar. En Barcelona se siente a gusto con la ciudad y conecta con ella.
Con Robert Lamouret (1912-1959), ventrílocuo que trabajaba en la compañía, realiza una gira de dos años por Inglaterra, Australia, Grecia e Italia, acompañando a él y a su esposa, Vicky Ross, como secretario personal. Al regresar, antes que continuar hacia Estados Unidos, Léonard decide quedarse a vivir en Barcelona y ganarse la vida como fotógrafo.

He viajado por todo el mundo: India, Australia, Reino Unido, Grecia, Italia, Pakistán, Singapur, Ceilán... pero he decidido instalarme en Barcelona, dejar el cine, vivir tranquilo y dedicarme profesionalmente a la fotografía.
Primavera de 1952

Abre su propio estudio fotográfico  y Francesc Català-Roca le pasa los primeros contactos. Colabora en La Vanguardia, La Gaceta Ilustrada y recibe encargos de la Diputación de Barcelona, de los Ferrocarriles Catalanes y de diferentes profesionales barceloneses.
En 1953, conoce en casa del pintor gitano Federico Molina Albero a Rosario Amaya, quien le hacía de modelo, y se enamora de ella.
Rosario era prima de Carmen Amaya y vivía en las barracas de Montjuic. El noviazgo con Rosario tendría como lugar principal para sus encuentros el restaurante "Los Caracoles" de la calle Escudillers.
Logra divorciarse de France y se casa con Rosario en París. Con sus dos hijos, viven en el barrio de Gracia, aunque todos los fines de semana visitan a la familia de Montjuic. Como miembro de la familia, Jacques tiene plena libertad para realizar fotografías, retratando la vida cotidiana y todas las celebraciones festivas de la comunidad gitana, pudiendo documentar desde el interior la cultura del pueblo romaní.
Alberto Puig Palau, polifacético millonario, mecenas y propietario de la editorial Barna y editor de Revista: semanario de actualidades, artes y letras, lo introduce en sociedad y en el mundillo artístico gitano barcelonés y le encarga la ilustración de algunos libros. 
El 2 de abril de 1954, realiza un reportaje en el puerto de Barcelona sobre la llegada del buque Semiramis desde Odessa con los supervivientes de la División Azul.
En 1972, se mudan de Gracia al barrio de La Mina, para estar cerca de la familia de Rosario, a donde se habían trasladado tras el derrocamiento de sus antiguos hogares.
En 1975, abandona la fotografía por razones de salud, y tras la muerte de su esposa, marchará a L'Escala, donde fallece en 1994.

## Obra fotográfica
Gracias a la iniciativa de la familia Léonard, en octubre de 2009 el Arxiu Fotogràfic de Barcelona ingresa los negativos, conservados por sus hijos Santi y Alex. y acomete la digitalización de los de tema gitano e inicia el tratamiento técnico del archivo para permitir su accesibilidad. El proyecto culmina con la exposición de 80 de sus fotografías en la muestra "Jacques Léonard. Barcelona Gitana" y la publicación del libro-catálogo con el mismo nombre por la editorial La Fábrica.

Es normal que los fotógrafos tengan alguna serie de gitanos o de otro tema popular, pero en el caso de Jacques Léonard, como que él se casó con una gitana hace un proceso vital de inmersión en el mundo gitano.
Jordi Calafell

## Exposiciones fotográficas
- Jacques Léonard: Barcelona Gitana. Del 2 de junio de 2011 hasta el 14 de enero de 2012 en el Arxiu Fotogràfic de Barcelona (AFB), comisariada por Jordi Calafell.[5]
- Évadés. 29 décembre 1943. Del 20 de octubre al 30 de noviembre de 2017, en Galeria Marc Domènech, Barcelona. 
  - Desde el 24 de marzo hasta el 16 de septiembre de 2018, en el Museu Memorial de l'Exili, en La Junquera.[6]
- Romís, desde el 16 hasta el 27 de noviembre de 2020 en Girona.
  - Del 3 al 30 de noviembre de 2022 en Pozuelo de Alarcón.[7]
  - Desde el 11 de junio hasta el 27 de noviembre de 2016 en el Palau Solterra de Torroella de Montgrí.[8]
- Et si l'on dansait... En la Galería Durev de París, desde el 9 de febrero al 29 de marzo de 2021.[9]
- Tsiganes. En Québec (Canadá), del 15 de julio al 30 de septiembre de 2021, en el marco de los "XII Rencontres de la Photographie en Gaspésie".[10]
- Danzas Gitanas. En L'Escala (Girona), desde el 20 de septiembre hasta el 3 de noviembre de 2022.[11]
- Salvador Dalí. Somnis poètics sota la mirada de Jacques Léonard. En el Reial Cercle Artístic de Barcelona, del 21 de julio al 2 de octubre de 2022.[12]
- Jacques Léonard. L'esprit nomade. Del 27 de mayo al 1 de octubre de 2023, en  Arlés.[13] Organizada por la Fundación Photographic,[14] fue la primera exposición retrospectiva del autor.[15][16][17]

## Obra editorial
- Les Taureaux – The Bulls. Jacques Léonard (texto); Galle, Gonshani, Jacques Léonard, Mateo i Valls, (fotografías); Xavier Blanch, José Granyer y Josep Maria Prim  (ilustraciones). Editorial Barna, Barcelona, 1956.
- Montserrat. Ilustrado con 100 Fotos de Jacques Léonard. Editorial Barna, Barcelona, 1958.
- Menorca, l’illa desconeguda. Nicolás María Rubió Tudurí, Maria Lluïsa Serra y Joan Hernández Mora (textos) y Jacques Léonard (fotografías). Editorial Barna, Barcelona, 1964.

## Filmografía
Su nombre aparece como Jacques Saint-Léonard.
| Año                     | Título                       | Dirección             |
| ----------------------- | ---------------------------- | --------------------- |
| Asistencia de sonido    |                              |                       |
| 1932                    | Un chien qui rapporte        | Jean Choux            |
| Asistencia de edición   |                              |                       |
| 1933                    | Les aventures du roi Pausole | Alexis Granowsky      |
| Asistencia de dirección |                              |                       |
| 1937                    | Paris                        | Jean Choux            |
| 1937                    | Une femme sans importance    | Jean Choux            |
| 1938                    | J'accuse!                    | Abel Gance            |
| 1939                    | Louise                       | Abel Gance            |
| Edición y montaje       |                              |                       |
| 1934                    | Les nuits moscovites         | Alexis Gramowsky      |
| 1936                    | Taras Boulba                 | Alexis Gramowsky      |
| 1938                    | Paix sur le Rhin             | Jean Choux            |
| 1941                    | El crucero Baleares          | Enrique del Campo     |
| 1942                    | Ala-Arriba!                  | José Leitão de Barros |
| 1943                    | O Costa do Castelo           | Arthur Duarte         |
| 1943                    | Ídolos                       | Florián Rey           |
| 1944                    | Deber de esposa              | Manuel Blay           |
| 1944                    | Ana María                    | Florián Rey           |
| 1944                    | Inés de Castro               | José Leitão de Barros |

## Documental
El 27 de mayo de 2011 se estrenó el documental Jacques Léonard, el payo Chac, dirigido por Yago Léonard Saavedra, nieto de Jacques, con guion de Núria Villazán, fotografía de Carles Mestres, música de Lisandro Rodríguez y montaje de Pau Atienza Muñoz.
La película concurrió con seis candidaturas en la 26ª edición de los Premios Goya.